# Kids in America (chanson)
Pour les articles homonymes, voir Kids in America.
Singles de Kim Wilde
Chequered Love
(1981)
Kids in America est une chanson enregistrée par la chanteuse britannique Kim Wilde, sorti en single en janvier 1981 au Royaume-Uni et en 1982 aux États-Unis.

## Contexte
La chanson Kids in America de Kim Wilde est une sorte d'hymne à la jeunesse de l'époque où elle a été publiée. Elle évoque les sentiments des jeunes dans la société, leur angoisse et la façon dont ils doivent naviguer dans un monde qui n'a pas toujours été tendre avec eux. Les paroles parlent de la solitude et de l'isolement que les jeunes ressentent, mais aussi de l'énergie et de la puissance de la scène musicale et de la façon dont elle peut apporter de la joie dans leur vie. C'est un hymne à leur résilience, à leur force et à l'espoir qu'ils ont pour l'avenir.

## Classements et certifications
| Classement (1981-82)                    | Meilleure position |
| --------------------------------------- | ------------------ |
| Afrique du Sud (Springbok Radio)        | 1                  |
| Allemagne (Media Control AG)            | 5                  |
| Australie (Kent Music Report)           | 5                  |
| Autriche (Ö3 Austria Top 40)            | 12                 |
| Belgique (Flandre Ultratop 50 Singles)  | 8                  |
| Belgique (VRT Top 30 Flanders)          | 4                  |
| Canada (RPM 50 Singles)                 | 34                 |
| États-Unis (Billboard Hot 100)          | 25                 |
| États-Unis (Hot Mainstream Rock Tracks) | 25                 |
| Finlande (Suomen virallinen lista)      | 1                  |
| France (IFOP)                           | 3                  |
| Irlande (IRMA)                          | 2                  |
| Norvège (VG-lista)                      | 9                  |
| Nouvelle-Zélande (RMNZ)                 | 5                  |
| Pays-Bas (Single Top 100)               | 8                  |
| Royaume-Uni (UK Singles Chart)          | 2                  |
| Suède (Sverigetopplistan)               | 2                  |
| Suisse (Schweizer Hitparade)            | 5                  |

| Classement (1981)         | Meilleure position |
| ------------------------- | ------------------ |
| France (IFOP)             | 18                 |
| Pays-Bas (Single Top 100) | 37                 |

| Pays              | Certification | Date           | Vente   |
| ----------------- | ------------- | -------------- | ------- |
| France (SNEP)     | Or            | 1981           | 679 000 |
| Royaume-Uni (BPI) | Or            | 1er avril 1981 | 500 000 |

## Reprises et samples
La chanson a été reprise en 1995 par le groupe The Muffs pour la bande son du film Clueless, par Len en 2000 pour Digimon le film, par le groupe Shaka Ponk en 2011, puis par le groupe américain Foo Fighters en 2015 sur l'EP Songs from the Laundry Room. 
En 2017, elle a été reprise dans un épisode de la première saison de la série télévisée Riverdale par les acteurs K.J. Apa et Camila Mendes.
Samplée dans Delirious de David Guetta en 2008 et dans Turn on the music de Roger Sanchez en 2007.

## Dans la culture
Sauf indication contraire ou complémentaire, les informations mentionnées dans cette section proviennent du générique de fin de l'œuvre audiovisuelle présentée ici.
- 1995 : Clueless d'Amy Heckerling : musique d'ouverture
- 2000 : Digimon le film : C’est l’une des deux chansons de clôture du film. Le clip fait la promotion de la première au cinéma du film, à laquelle le groupe Len se précipite pour assister et regarder avec Taichi Kamiya et Greymon. Cette musique est utilisée pour désigner les enfants de la 3e partie du  film (Digimon Adventure 02 Kōhen: Chōzetsu Shinka!! Ōgon no Digimental) qui mènent leur aventure aux États-unis.
- 2013 : Joséphine d'Agnès Obadia : musique additionnelle